# Gertrud Zwicknagl
Gertrud Zwicknagl (Alemania, siglo XX) es una física del estado sólido alemana cuyas investigaciones incluyeron el desarrollo de la teoría de bandas renormalizadas para sólidos intermetálicos y su aplicación a la teoría de superconductores y materiales fermiónicos pesados, así como el estudio de cuasipartículas pesadas en compuestos de uranio. Fue catedrática de física en la Universidad Técnica de Brunswick y se jubiló en 2020.

## Biografía
Estudió física en la Universidad de Múnich de 1970 a 1975, posteriormente continuó sus estudios en la Universidad de Colonia, donde obtuvo un doctorado (Dr. rer. nat.) en 1979.
Fue investigadora en el KFA Jülich (actualmente Forschungszentrum Jülich) de 1976 a 1980, en el Instituto Max Planck para la Investigación del Estado Sólido de 1980 a 1986, en el Laboratorio de Física Atómica y del Estado Sólido de la Universidad Cornell en Estados Unidos de 1983 a 1984, y en el Instituto de Física del Estado Sólido de la Universidad Técnica de Darmstadt de 1986 a 1991. Durante su estancia en Darmstadt, completó su habilitación en 1991.
Regresó al Instituto Max Planck para la Investigación del Estado Sólido como investigadora principal en 1991 y se trasladó al Instituto Max Planck para la Física de Sistemas Complejos en Dresde en 1996. En 1998 asumió una cátedra en la Universidad Técnica de Brunswick, la cual mantuvo hasta su jubilación en 2020.

## Reconocimiento
Recibió el Premio Walter Schottky de la Sociedad Alemana de Física en 1993.
Fue nombrada miembro de la Sociedad Estadounidense de Física (APS) en 2023, tras una nominación de la División de Física de la Materia Condensada de la APS, «por sus contribuciones originales y fundamentales a la teoría de los materiales emergentes en estado sólido, en particular, por sus avances innovadores hacia la comprensión microscópica cuantitativa de sistemas fuertemente correlacionados a partir de su estructura atómica y electrónica».